# Frontera entre Brasil y Surinam
La frontera entre la República Federativa del Brasil y la República de Surinam es un lindero internacional de 593 km de longitud, en sentido este-oeste, que separa los territorios surinamés y brasileño por la sierra de Tumucumaque. La frontera es la menos extensa que tiene Brasil con alguno de sus vecinos y se ubica casi en su totalidad sobre el estado de Pará, perteneciendo sólo unos 25 km en el este al estado de Amapá. 
Por su parte, por el lado de Surinam se encuentra el distrito de Sipaliwini, el más grande del país.

## Características
La frontera pasa entre los puntos triples de ambos países con Guyana al oeste y su similar con la Guayana Francesa al este. La región de la frontera entre Brasil y Surinam es muy aislada, existiendo algunas pocas aldeas y malocas indígenas a lo largo de los ríos; más allá de la frontera se encuentra la base del "Pelotón Fronterizo Especial de Tiriós", donde se encuentra el único aeropuerto que da acceso a la región.
En el lado surinamés de la frontera, la localidad más cercana es la ciudad de Kwamalasamutu.

## Historia

### Antecedentes
Surinam fue colonia neerlandesa hasta 1975 y sus límites meridionales aproximadas ya eran conocidos desde el siglo XVII, cuando pasó de ser posesión inglesa a colonia de los Países Bajos. El Brasil, entonces parte del Imperio portugués, estableció su dominio sobre el área del Gran Pará, y la zona contigua definida por el Tratado de Madrid en 1750. 
Sin embargo, las fronteras fueron demarcadas definitivamente entre finales del siglo XIX y principios del XX, llegando finalmente a un acuerdo en 1931, que fue ratificado en 1935 por el gobierno de ambos países; en dicho momento Surinam aún era una colonia neerlandesa de nombre Guayana Neerlandesa.

### Divisoria de aguas
La línea divisoria entre ambos países es un ejemplo clásico de acuerdo de límites a través de una divisoria de aguas, en el que no hay intercambio de aguas entre los dos países, siendo la frontera por tanto totalmente seca. De ese modo, Surinam no tiene acceso a los ríos de la cuenca del Amazonas, que fluye al sur, en tanto el Brasil no puede acceder a las cuencas de los ríos Río Corentín y Maroni, que desembocan en la costa norte del Atlántico que baña las Guayanas. 
Acerca de esta divisoria, el libro «Estudos brasileiros» (volumen 1, ediciones 1-3) de 1938, escrito por Claudio Ganns, explica que:

La Guayana Neerlandesa, o colonia de Surinam, tiene sus límites con Brasil totalmente definidos. (...) El comandante Braz de Aguiar y el almirante Keyser, este último por Holanda, cerraron la delicada tarea en medio de la mayor armonía. Por cierto, los Países Bajos nunca nos han creado dificultades. La línea, que se extiende sobre el Pará, comienza en la sierra de Tumucumaque donde nace el Corantyne, sigue la cresta de la misma montaña que separa las aguas de la cuenca del Amazonas, al sur, de los cursos de agua que corren en dirección norte.

El tratado de límites entre Brasil y Surinam se firmó el 5 de mayo de 1906 en Río de Janeiro.